# Barry Sage
Barry Sage es Ingeniero en sonido y productor. Es conocido por su trabajo con artistas como The Rolling Stones, New Order, Madness,	
Boy George, The Pet Shop Boys, en España y Sudamérica con artistas como Los Ronaldos, La Oreja de Van Gogh, Melon Diesel, Nicole, Solar, Upa, Calandria, entre muchos otros.

## Biografía
Barry Sage comenzó su carrera como “el chico del té” en Trident Studios, en Soho, Londres en 1975, y al año siguiente se incorporó como operador de cinta en el Basing Street Studios de Island Records en Ladbroke Grove, Londres. Trabajó de asistente en este mismo estudio, el cual es uno de los más grandes de todos los tiempos, y con importantes nombres en la historia de la música inglesa, y en algunos de los álbumes más clásicos en la música de esa década. Luego dejó el Reino Unido para trabajar con los Rolling Stones en sus álbumes Some Girls y Tattoo You para regresar como un ingeniero hecho y derecho y grabar artistas punk y new wave como The Exploited, Crass, The Bad Seeds, Lydia Lunch, y otros. A su vez comenzó su carrera de producción de bandas como Peter and The Test Tube Babies, The Kitchens of Distinction, y ayudando en grabaciones de New Order, Madness, Boy George, The Pet Shop Boys etc etc. 
Barry permaneció trabajando como ingeniero freelance a lo largo de los años ochenta, excepto por un período entre 2004 y 2006, cuando trabajó para los estudios Advision en Gran Bretaña. Ahí fue cuando diversificó su talento, pues trabajó para bandas sonoras de televisión y cine, publicidad y grabaciones en vivo con la unidad de grabación móvil de estudio Advision, “The Pumercrest Mobile”. Fue natural para Barry cuando tuvo que grabar en vivo desde el camión, puesto que ya había trabajado en el móvil de los Rolling Stones cuando estaba con ellos y después en los móviles de Ronnie Lane "Ronnie Lane's Mobile",  y Stiff Record's ““Chinashop Mobile”. Durante un período pequeño de tiempo mientras era un ingeniero en casa de Stiff. A través del Móvil Pumercrest Barry fue presentado en España, país donde tuvo una larga y exitosa carrera; primero fue desde 1986 a 1990 por varios proyectos, y luego regresó en 1994, donde conoció a Tito Davila (Ex Enanitos Verdes) y Nicole, cuando estaba mezclando su disco Esperando Nada para BMG Chile tornándose en todo un éxito. Con esto comenzó una relación larga y fructífera con Chile. Primero, BMG le ofreció trabajar en el álbum Play de Solar y otros de Glup y UPA, luego trabajó para otras compañías con artistas como La Rue Morgue, Mari Ela, Los Ex, Daniela Aluey y más.
Barry, además, siguió siendo amigo de Alejandro Gómez de Solar y produjo sus siguientes álbumes, como también otros de Alamedas (la banda que formaron algunos integrantes de Solar). También mezcló 3 proyectos más de Nicole: APT, 20 Años de Nicole y Panal, el más reciente. Durante los años 90s Barry volvió a Gran Bretaña por 15 años para trabajar casi exclusivamente en televisión, principalmente en la serie Los Archivos Secretos X de 20th Century Fox, entre otros, restaurando y mejorando las versiones extranjeras en sonido 5.1. surround para los lanzamientos de box set de DVD. Durante este tiempo, Barry se involucró también en producir material musical para instrumentos virtuales y eventos en vivo con surround, además tomó parte de talleres y entrenamiento en Gran Bretaña, España, y Chile, al obtener el nivel de Experto en Avid Protools y profesor certificado de AVID. 
Después de terminar una larga relación personal en 2010, Barry decidió mudarse a España con la intención además de pasar más tiempo en Chile. Desde entonces, compró tierra en Isla Negra para construir un lugar de trabajo y una casa en el futuro, y así establecerse con su compañía en España como en Chile. Actualmente está viviendo y trabajando en Chile como residente de Studios Master y es socio de las compañías Proaudiotec Chile SpA y Mapa Records. Barry y Proaudiotec Chile son socios e instructores con la licencia de dar el programa de certificación completo de AVID Pro Tools. Actualmente nos estamos concentrando en entregar certificación de usuario 101 y 110, con algunas lecciones individuales de certificaciones profesionales de operador de posproducción y música, (201 y 210M/210P)  como también los cursos paralelos 103 de audio para tecnología de videojuegos y el 205 Artist Series Worksurface para quienes estén interesados en obtener niveles más altos de competencia. Nuestro objetivo es servir a Chile con una plataforma de formación sólida, y proveer a Sudamérica una instalación local aquí en Chile con la ayuda y la asociación de Clara Silva, DUOC, el Consejo de Cultura del Gobierno de Chile, amigos y familia de Mapa Records y Proaudiotec Chile, esperamos colaborar a mejorar la calidad de la producción de música chilena, y así expandir, y difundir la palabra al mundo de cuán creativo puede ser Chile.